# Flavignerot
Flavignerot település Franciaországban, Côte-d’Or megyében. Lakosainak száma 231 fő (2022. január 1.). Flavignerot Corcelles-les-Monts, Velars-sur-Ouche, Couchey, Fleurey-sur-Ouche és Valforêt községekkel határos.

## Népesség
A település népességének változása:
| Lakosok száma | 51   | 131  | 165  | 164  | 158  | 169  | 184  | 206  | 215  | 231  |
|               | 1968 | 1982 | 1990 | 2006 | 2013 | 2015 | 2017 | 2019 | 2020 | 2022 |